# Pavao Ćolić
Pavao Ćolić, avstrijski podmaršal hrvaškega rodu, * 3. september 1768, Otočac, † 30. junij 1838, Pančevo.
Pavao Ćolić, mlajši brat generala Marka Ćolića se je rodil v hrvaški plemiški rodbini. Vojaško šolanje je končal v Dunajskem Novem mestu. Kot odličen matematik je najprej služil pri topništvu, nato v generalštabu, od leta 1819 pa s činom polkovnika v  9. slavonski vojnograničarski pukovniji v Petrovaradinu. Tu je ustanovil prvo matematično šolo v Vojni Krajini, ki je nato postala vzorčni primer vsem drugim vojaškim matematičnim šolam. Leta 1830 je napredoval v generalmajorja in bil premeščen v Pančevo, kjer je postal poveljnik brigade, leta 1836 pa v podmaršala in poveljnika garnizije v Velikem Varadinu (romunsko Oradea).